# Varano Borghi
Varano Borghi es un municipio italiano situada en la provincia de Varese, en Lombardía. Tiene una población estimada, a fines de julio de 2023, de 2471 habitantes.

## Evolución demográfica
| Gráfica de evolución demográfica de Varano Borghi entre 1861 y 2023 |
|                                                                     |
| Fuente: ISTAT - Elaboración gráfica de Wikipedia                    |